# Littérature israélienne

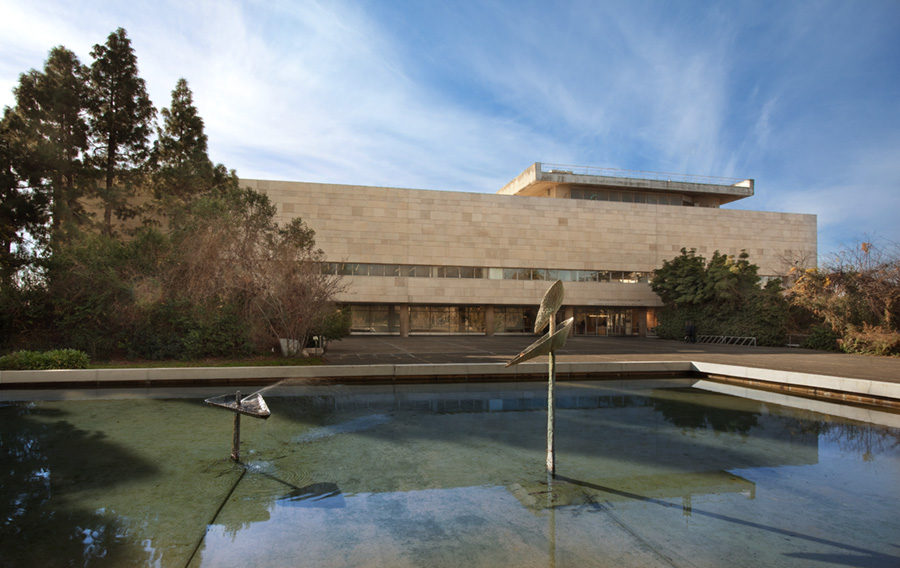
Bibliothèque nationale d'Israël à Jérusalem

La littérature israélienne est la littérature rédigée par des auteurs et autrices d'Israël, principalement écrite en hébreu et marquant le renouvellement de cette langue comme langue vivante.
Depuis le milieu du XIXe siècle, la langue hébraïque a de plus en plus été utilisée aussi bien pour parler que pour écrire de la prose, de la poésie ou des pièces de théâtre.

## Après l'antiquité
La littérature de l'Israël antique en hébreu biblique, de la Tanakh (Bible hébraïque), n'est pas traitée sous cet article.
L'histoire des Juifs en terre d'Israël se poursuit après l'époque romaine, malgré tout, dans une Palestine byzantine (324-634), une Palestine arabe (634-1516), une Palestine ottomane (1517-1917), en Palestine donc, avec 30 à 50 communautés juives reconnues, dont une partie se confond avec les Juifs arabes.
La présence juive un peu partout dans le monde existe à travers la diaspora juive et la division ethnique des Juifs : Juifs Mizrahim (hébreu mizrahi).
Le décret de l'Alhambra de 1492 entraîne l'expulsion des Juifs d'Espagne (et le marranisme). Une partie des expulsés de la péninsule ibérique ont pu émigrer à Safed (Haute Galilée), dont la population aurait atteint 30 000 israélites vers 1600, époque où est installée la première imprimerie du Moyen-Orient.
La langue principale dans les communautés juives en Palestine est l'hébreu médiéval, du moins de manière religieuse et littéraire : Mishné Torah, Guide des égarés de Moïse Maïmonide (1135-1204), période des Rishonim.
La Kabbale s'illustre de très nombreux grands textes :
- Sefer Yetsirah,
- Sefer HaBahir,
- Sefer HaZohar...

L'introduction de la Haskala (1830-1880) au sein des communautés juives de la diaspora (à commencer par l'Allemagne dès les années 1770-1780), marque le début de la modernisation des Juifs et du judaïsme.
Après 1948, s'effectue également l'exode des Juifs des pays arabes et musulmans (histoire des Juifs en terre d'islam).

## Avant 1940

Shmuel Yosef Agnon

Des textes sont également (encore) écrits en anglais, allemand, russe, hongrois, arabe, ou toute langue des lieux de résidence, dont le judéo-araméen, l'araméen samaritain, divers dialectes judéo-arabes, le judéo-berbère, le yiddish, etc.
L'hébreu moderne, conçu comme une renaissance linguistique (culturelle, religieuse), de recomposition, ressourcement, refondation, revivification de l'ensemble des langues juives, promu par Éliézer Ben-Yehoudah (1858-1922) et Naftali Herz Tur-Sinai (1886-1973), est à l'origine de la renaissance de la langue hébraïque (en). Le principal vecteur en est l'éducation : éducation juive, heder, yechiva, liste de Yechivot, Lycée hébraïque Herzliya (1905), Lycée hébraïque Rehaviah (1909)...
Avraham Mapou (1808-1867) est le premier auteur en 1853 d'un roman à succès en hébreu, mais c'est à Éliézer Ben-Yehoudah (1858-1922) qu'on doit la renaissance de l'hébreu en tant que langue parlée et écrite à d'autres fins que liturgiques (textes sacrés, étude de la Torah).
Les premiers textes en hébreu moderne sont écrits surtout par des auteurs immigrants (par Alya), dont :
- Ahad Ha'Am (1856-1927),
- Éliézer Ben-Yehoudah (1858-1922),
- Haïm Nahman Bialik (1873-1934),
- Moshé Smilanski (1874-1953),
- Shaul Tchernichovsky (1875-1943)
- Yossef Haïm Brenner (1881-1921),
- Jacob Fichman (en) (1881-1958),
- Yehuda Burla (1886-1969)
- Yitzhaq Shami (1888-1949),
- Samuel Joseph Agnon (1888-1970), prix Nobel de littérature en 1966,
- David Shimoni (1891-1956),
- Uri Zvi Greenberg (1896-1981),
- Haim Hazaz (1898-1973).

Dans les années 1920 à 1943, après la chute de l'Empire ottoman et la partition de l'Empire ottoman, la région est sous mandat de puissances ouest-européennes : Palestine mandataire, Mandat français en Syrie et au Liban, Grand Liban.
- Abraham Shlonsky (1900-1973)

## Les années 1940 et 1950
La création littéraire est alors le fait d'un groupe d'écrivains aujourd'hui connus sous le nom de "génération du Palmah" (le Palmah formait les troupes de choc de la Haganah, l'ancêtre des Forces de défense d'Israël), et qui avaient eux-mêmes combattu pendant la guerre d'Indépendance. "Leurs héros se battent pour défendre un idéal". Parmi ces écrivains, Yizhar Smilansky (1916-2006), Haïm Gouri (1923-2018), Aharon Megged (en) (1920-2016), Moshe Shamir (en) (1921-2004) et les poètes Yehuda Amichaï (1924-2000), Nathan Alterman (1910-1970) et Uri Zvi Greenberg (1896-1981).
Le génocide juif marque profondément l'œuvre de certains auteurs comme Aharon Appelfeld (1932-2018).
- Hanoch Bartov (en) (1926-2016)
- Benjamin Tammuz (1919-1989)
- Igal Mossinsohn (he:יגאל מוסינזון, he:יגאל מוסנזון) (1917-1994)
- Avigdor Hameiri (1890-1970)

## Les années 1960

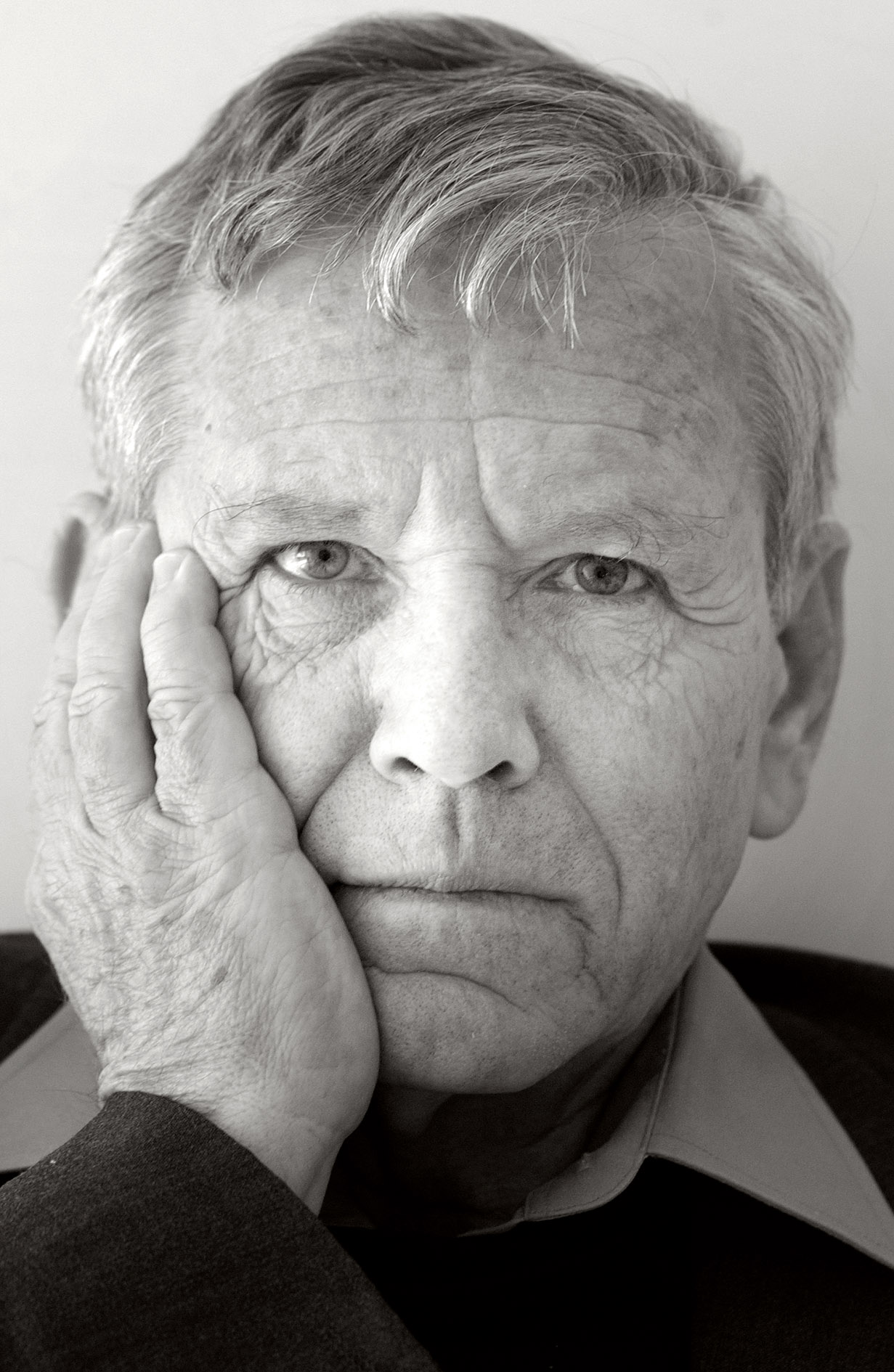
Amos Oz

Au début des années 1960, des écrivains ont délaissé l'idéologie pour écrire de manière plus individuelle. Les personnages de romanciers comme Amalia Kahana-Carmon (1926-2019), Yaakov Shabtai (en) (1934-1981), A. B. Yehoshua (1936-2022), Amos Oz (1939-2018) sont, par leur complexité, bien différents des stéréotypes de la génération combattante. La fiction peut devenir le lieu de la critique sociale.
"Certains comme Benjamin Tammuz (1919-1989), ou David Shahar (1926-1997) Prix Médicis étranger) font un retour à l'univers de leur enfance perdue et à leurs racines".

## Les années 1970-2000
"Une autre tendance importante de la vie culturelle d'Israël est l'émergence d'une forte conscience ethnique chez des écrivains d'origine séfarade (juifs originaires des pays arabes, contrairement aux ashkénazes venus d'Europe). Dans la littérature, cette tendance se manifeste à l'évidence dans les œuvres de Shimon Ballas (1930-2019), Sami Michael (he) (1926-2024) et Eli Amir (en) (1937-), tous nés en Irak, Amnon Shamosh (1929-2022), né en Syrie, Albert Suissa (he) (1951-), né au Maroc, et Yitzhak Goren (en) (1941-), né en Égypte.". 
Ces romanciers évoquent notamment les difficultés rencontrées par les immigrants juifs dans leur nouveau pays, l'expérience des camps de transit israéliens (en hébreu ma'abarot) ; on a pu parler pour ces auteurs de "littérature des camps de transit,". 
Ils ressuscitent également la société juive arabe dans laquelle ils avaient vécu avant leur émigration. Le poète Erez Biton (en) (1942-), d'origine algérienne et marocaine, s'inscrit également dans cette mouvance.
- David Grossman (1954-)
- Meir Shalev (1948-)

### Sur la Shoah
La Shoah a été perçue dans de nouvelles perspectives par Appelfeld et Grossman ainsi que par :
- Yehoshua Kenaz (1937-2020)
- Yonat et Alexander Sened (he) (1926-2014 et 1921-2004)
- Nava Semel (1954-2017)

### Nouveaux thèmes
De nouveaux thèmes sont apparus :
- Anton Shammas (he:אנטון שמאס) (1950-), un écrivain arabe et chrétien.
- Yossl Birstein (he:יוסל בירשטיין) (1920-2003) : le monde ultra-orthodoxe
- Haim Be`er (he:חיים באר) (1945-)
- Dov Elbaum (he:דב אלבוים) (1970-)
- Michal Govrin (he:מיכל גוברין) (1950-)
- Yitzhak Orpaz-Auerbach (he:יצחק אוורבוך אורפז) (1921-2015) : non-croyant.
- Sami Michael (he:סמי מיכאל), Albert Suissa (he:אלברט סויסה), Dan Benaya Seri (he:דן בניה-סרי): La place des nouveaux immigrants des pays arabes.
- Shimon Ballas (he:שמעון בלס), Eli Amir (he:אלי אמיר), Amnon Shamosh (he:אמנון שמוש), Yitzhak Gormezano-Goren
- Yitzhak Ben-Ner (he:יצחק בן נר) (1937-)

## Femmes écrivaines
- Yehoudit Hendel (1921-2014)
- Amalia Kahana-Carmon (1926-2019)
- Shulamith Hareven (en) (1930-2003)
- Shulamit Lapid (en) (1934-)
- Ruth Almog (1936-)

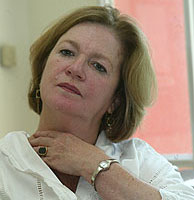
Batya Gour

- Dahlia Rabikovitch (1936-2005), poétesse, traductrice
- Nourit Zarchi (1941-), poétesse
- Hannah Bat Shahar (en) (1944-) - érotique
- Adiva Geffen (en) (1946-), dramaturge
- Batya Gour (1947-2005)
- Savyon Liebrecht (en) (1948-)
- Eleonora Lev (he) (1952-)
- Zeruya Shalev (1959-)
- Lea Aini (en) (1962-)
- Shani Boianjiu (1987-)

## La jeune génération

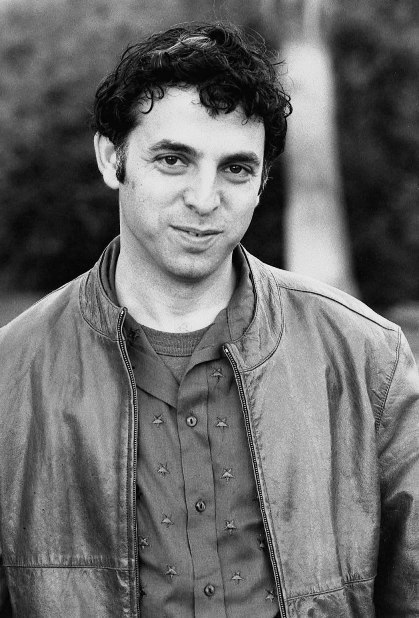
Etgar Keret

Les auteurs et autrices s'autorisent aujourd'hui à traiter des thématiques communes à tous les pays, sans rapport avec les questions israéliennes de l'édification de la nation, de l'intégration des nouvelles personnes migrantes, du melting-pot etc. Le style littéraire peut être surréaliste, anarchique, iconoclaste. Parmi ces écrivains et écrivaines de la "jeune" génération, on peut citer par exemple Judith Katzir (en), Orly Castel-Bloom, Etgar Keret, Irit Linur (en), Gadi Taub, Alex Epstein (en), Esty G. Hayim (he).

## Littérature jeunesse
- Uri Orlev (he:אורי אורלב)
- Yehuda Atlas (he:יהודה אטלס)
- Ephraim Sidon (he:אפרים סידון) : écrivain satirique
- Nira Harel (he:נירה הראל)
- Tamar Bergman
- Gila Almagor (he:גילה אלמגור): roman autobiographique.
- Daniella Carmi, écrivaine jeunesse, roman et théâtre
- Dorit Orgad (he:דורית אורגד)
- Michal Snunit (he:מיכל סנונית)
- Alona Frankel (he:אלונה פרנקל)
- Galila Ron-Feder Amit (he:גלילה רון-פדר עמית)
- Smadar Shir (he:סמדר שיר)
- Nourit Zarchi

## Littérature palestinienne d'Israël
Sur les 10 millions de citoyens israéliens en 2023, environ 20 % sont arabes israéliens, arabes (ou bédouins ou druzes), arabophones (arabe palestinien) ou multilingues, musulmans ou chrétiens ou non-croyants. Il existe ainsi une littérature palestinienne d'Israël.
- Émile Habibi (1922-1996), Al-Waqāʾiʿ al-gharībah fī 'khtifāʾ Saʿīd Abī 'l-Naḥsh al-Mutashāʾil  (1974), traduit en français L'Optissimiste. Les circonstances étranges de la disparition de Said Abou Nahs (1980) (réédité en 1987 comme Les Aventures extraordinaires de Sa'îd le Peptimiste[7], Prix Israël (1992) et Prix Al Qods 1990 (OLP)

## Écrivains
- Liste d'écrivains en langue hébraïque (hébreu moderne)
- Écrivains israéliens

## Œuvres
- Œuvres littéraires israéliennes